# Billy
Billy（ビリー、1980年11月16日 - ）はミュージシャン。本名非公開。身長180cm。血液型はB型。『月蝕會議』のギタリスト。以前は、『猫騙』、『TRUSTRICK』（2019年4月解散）のギタリストとして活動していた。

## 概要
15歳から独学でギターと作曲をはじめる。ニュー・ウェイヴ、ファンク、90年代のオルタナティブ・ロックの影響を受けつつも、自らの作品ではポップであることを追求している。
2005年、大槻ケンヂが25歳以下限定でWEB公募を行ったオーディションに合格し、「大槻ケンヂ&ヤングス」のギタリストとして活動。この頃に交流を持ち始めたNARASAKI（COALTAR OF THE DEEPERS）により「ビリー・アイドルみたいな風貌だから」という理由で「Billy」と名づけられる。
2006年からは上杉昇（ex.WANDS、al.ni.co）が所属する「pojjo record」のギタリストオーディションに合格。バンド「猫騙」のギタリストとして活動を開始し、アルバム「WARP」「知恵の輪と殺意」などをリリース。全国14ヵ所のツアーを行う。猫騙として活動するかたわら、「Spiderlily」のギタリストとしても活動し、楽曲提供も行った。
2007年、「COALTAR OF THE DEEPERS」のシングル「Evil Line」のPVで主演を務めた他、「Filter Fish」のサポートメンバーとしてライブに多数出演。
2013年、猫騙を脱退し、その後はソロ活動を行っていた。
2014年、「TRUSTRICK」のギタリストとして日本コロムビアよりメジャーデビュー。TRUSTRICKでは、ほぼ全ての楽曲の作曲・編曲を担当。

## 人物
好きな色は「黒」。本人曰く「黒色の服だとシルバーアクセサリーが映えるから」という理由で黒色の洋服を好んで着ていたが、TRUSTRICK結成時にボーカル・神田沙也加からの勧めもあり、黒以外の服にも挑戦している。
好きなブランドは「クロムハーツ」「ヴィヴィアン・ウエストウッド」「ロエン」。その他にもアメリカン・カジュアルを好む。
小学生時は「短距離走」と「剣道」、中学生時は「バレーボール」をしていたが、本人は「球技よりも格闘技の方が向いている」と語っている。
神田沙也加いわく「たばこも吸わない。お酒もそんなに飲まない。甘党でギタリストとは思えないほど温厚で乙男（おとめん）。」とのこと。

## 沿革
- 2005年、オーディションを経て「大槻ケンヂ&ヤングス」のギタリストとして加入。
- 2006年、「大槻ケンヂ&ヤングス」解散。
- 2006年、オーディションを経て猫騙のギタリストとして加入。
- 2013年、猫騙を脱退。ソロ活動を開始する。
- 2014年、TRUSTRICKのギタリストとしてメジャーデビュー。
- 2015年1月2日 - 3月27日、ZIP-FM にて初パーソナリティラジオ「Super Billy Time」担当[2]。
- 2016年11月26日 - 12月17日に行われたライブツアー「TRUSTRICK TRICK TOUR 2016」をもって、TRUSTRICKは活動休止[3]。

## ライブ
※TRUSTRICKとしての活動は、TRUSTRICKを参照。
- 2005年 - 「大槻ケンヂ&ヤングス」のライブにギタリストとして出演。
- 2007年 - 「Spiderlily」ライブにギタリストとして出演。
- 2007年 - 「ROCK-IN!#12」（猫騙）
- 2007年 - 「Filter Fish」のサポートメンバーとして出演。
- 2007年 - 「Ja-palooza」（猫騙）
- 2009年 - 「ジャズネコ」にゲスト出演。
- 2009年 - 「tezya & the sightz」のサポートメンバーとして出演。
- 2009年 - 「Filter Fish」初のワンマンライブ「Emotinal☆Massmatics 〜スペースラブは永遠に〜」にサポートメンバーとして出演。
- 2010年 - 「音楽戦士 MUSIC FIGHTER」にて倖田來未のサポートメンバーとして出演。
- 2010年 - 「Filter Fish」のライブにサポートメンバーとして出演。
- 2010年 - 「The unconventional」にて小田聡美のライブにサポートメンバーとして出演。
- 2010年 - 「Panasonic Beauty presents MINAMI WHEEL 2010」（猫騙）
- 2010年 - 「Cheer Up Indies」にて小田聡美のライブにサポートメンバーとして出演。
- 2011年 - 「MIYA THE WORLD '11」宮沢昌宏（miya38)追悼イベント（猫騙）
- 2011年 - 「hide tribute 2011」hide追悼ライブ （猫騙）
- 2012年 - 「知恵の輪と殺意」(猫騙)
- 2012年 - 「Let's enjoy this moment!」（三上ちさこ）のライブにサポートメンバーとして出演。
- 2012年 - 「URASHIBU MIXER」（猫騙）
- 2013年 - 「Yoshiki☆SESSIONS」
- 2013年 - 「3souls 1heart」（3soulsセッション）
- 2014年 - 「-eS-初主催ツアー -egoistic Spiral-」（Billyソロ出演）
- 2014年 - 「Underground Labo Vol.2」（Billyソロライブ）